# 何介钧
何介钧（1940年—2020年5月2日），男，湖南华容人，中国考古学家，曾任湖南省文物考古研究所所长，中国考古学会常务理事。